# Сима Јанчић
Сима Јанчић (Славонски Брод, 12. мај 1934) је дипломирани инжењер архитектуре и писац.

## Биографија
Сима Јанчић рођен је 12. маја 1934. године у Славонском Броду, где су његови родитељи после Првог светског рата преселили из околине Плашког (Лика) и бавили се трговином. Као дете сиромашних избеглица Други светски рат је провео у Дому за избегличку и сироту децу, тако да је основну школу почео је похађати у Београду, наставио у Аранђеловцу, затим у Бугарскоj и поново у Београду, a завршио 1946. године у Кљајићеву (тада Крњаја), код Сомбора. Нижу гимназију завршио у Сомбору, a Средњу грађевинску школу у Суботици.
Студирао је aрхитектуру нa Архитектонском факултету у Београду и 1966. године дипломирао у атељеу професора Мате Бајлона.
Упоредо са пројектовањем и другим стручним активностима, успешно обављао и руководеће послове, почев од шефа пројектног одељења, техничког директора па до директора предузећа за пројектовање. Његов архитектонски и пројектантски опус је врло плодан, разноврсан и веома запажен. Аутор је већег броја стамбених објеката, породичних кућа, школских објеката, дечјих вртића, ревитализација старих значајних објеката, привредних објеката, ентеријера и других врста објеката.
За архитектонска остварења освојио је прву награду за пројекте: Дечијег вртића у селу Алекса Шантић, који је проглашен за најбоље архитектонско решење у Војводини у 1980. години, Oсновне школе у Пригревеци, која је оцењена као најлепша школа у Војводини и Комерцијални побјекат на граничном прелазу према Мађарској у Бачком Брегу. Прву награду добио је за идејно решење ревитализације фасаде Робне куће ”Београд” у Сомбору, за идејно решење стамбено-пословне зграде “Јовановић” у центру Сомбора као и првa наградa за најлепшу фасаду у 1998. години за обновљену породичну кућу Бакића.
Пројекат стамбеног насеља “Клуз” у Гроцкој урадио је са Tехничким одељењем Српске академије наука и уметности и београдским Архитектонским факултетом. Један од већих његових пројеката је и Дисконтни центар сомборске фабрике хране “Панонка” у Загребу.
Посебно су значајне његове заслуге за град Сомбор су: ревитализација старих сомборских стилских грађевина, решење реконструкције Змај Јовине улице, прве пешачке улице у Сомбору, затим Главни пројекaт партера пешачке зоне центра Сомбора и пројектат Спомен чесме у порти цркве Св. Ђорђа поводом двестапедесет годишњице изградње, где је на белој мермерној плочи златним словима уклесано његово име. Његови пројекти били су излагани у салонима архитектуре у Београду и Сремској Митровици.
Био је члан Савезног жирија тадашњег листа “Борба” за доделу угледне и традиционалне награде за архитектуру на територији Југославије.
Објавио је на дасетине чланака из области архитектуре. Написао је аутобиографску књигу “Прозор архитекте”, монографију матурског разреда Средње школе „Прича ГIV разреда“, монографију „Породица Јанчић“ и књигу «Сомбор од препарандије до Жупаније”, која је посвећена лепоти старе стилске архитектуре главне улице у Сомбору.
Са братом од стрица Ђуром Јанчић, чувеним личким сликаром наиве, био је иницијатор за окупљањa и дружења породице Јанчић, која има свој грб и заставу под којом се једном годишње традиционално састају, почев од 2002. године.